# ديفيد لايبر
ديفيد لايبر (بالإنجليزية: David Lieber)‏ هو حاخام أمريكي، ولد في 20 فبراير 1925، وتوفي في 15 ديسمبر 2008.